# Opel Senator
Opel Senator är en personbil, tillverkad i tre generationer av den tyska biltillverkaren Opel mellan 1978 och 1993.
Coupé-versionen av Opel Senator kallades Opel Monza. 
Opel Senator såldes i flera andra versioner runt om i världen. Den sålde under namnet Chevrolet i bland annat Sydamerika och som Holden i Australien. 

## Senator A (1978-82)
Senator A presenterades på IAA 1977. Opel Senator kom att ersätta Opel Admiral och Opel Diplomat då ingen efterträdare kom till dessa bilar. Produktionen startade 1978.
Senator var en helt ny modell presenterad samtidigt med coupémodellen Monza, den nya Opel Rekord och den på Rekord baserade Commodore.
Senator skiljde sig från dessa genom en till största delen egen kaross, torpedvägg, A-stolpar, B-stolpar, golv, plåten i framdörrarna, vindruta och främre delen av taket var gemensamt för samtliga, liksom stommen i instrumentpanelen, i övrigt var Senator en helt egen modell med annorlunda konstruktion.
Hela fronten, aktern från baksätet, bakdörrarna, fram och bakaxel, växellåda, 3.0 motorn, styrning och bromsar var unikt för Senator och Monza.
Utöver det var också största delen av inredningen, fram och baksäte och framför allt materialen unika för Senator och flera klasser mer påkostade och dyrare än i till exempel Rekord. 
Exempel på teknik och utrustning är en ny delad bakaxel med minimerad cambervinkelförändring, automatisk nivåreglering och en helt ny typ av låga spiralfjädrar Opel kallade ”Mini Block”.
Ventilerade skivbromsar med fullständig genomluftning, d.v.s. luften strömmade genom skivan och passerade ut via luftslitsar i hjulnavet.   
Ny styrning från ZF med hastighetsberoende servostyrning, hydraulisk motorupphängning, radioantenn inbyggd i vindrutan, elektrisk taklucka med manuellt nödsystem, luftkanaler till baksätet med fasta ventilationsmunstycken, linsförsedda, polariserade och mörktonade bakljus strömförsörjda via kretskort i stället för med vanliga elektriska kablar.
Och prestigebilens signum; en förkromad verktygsuppsättning med Opelemblem.
1982 reviderades Senator med en ny inredning och en ny instrumentpanel med betydligt lyxigare och dyrare känsla än tidigare, denna hade pneumatiskt reglerad luftkonditionering, separat ventilation på höger resp. vänster sida av kupén och belysta ventilationsmunstycken, delvis via fiberoptik.      
Övriga ändringar var nya framstolar och ännu högre kvalitetskänsla i materialen, t.o.m. mattan i bagageutrymmet på lyxmodellen CD skimrade av vad som såg ut som invävda silvertrådar.  
De tidigare Konstträpanelerna byttes också ut mot äkta valnötspaneler och flyttades upp direkt anslutande mot sidorutorna så att de skulle synas utifrån och dessutom ge själva dörrpanelen ett varmare och mer ombonat intryck.
Versioner:
| Modell | Årsmodell | Motor              | Cylindervolym | Effekt | Bränslesystem      |
| ------ | --------- | ------------------ | ------------- | ------ | ------------------ |
| 2,8    | 1978-82   | 6-cyl radmotor CIH | 2784 cm³      | 140 hk | Enkel förgasare    |
| 3,0    | 1978-82   | 6-cyl radmotor CIH | 2968 cm³      | 150 hk | Enkel förgasare    |
| 3,0 E  | 1978-82   | 6-cyl radmotor CIH | 2968 cm³      | 180 hk | Bränsleinsprutning |
| 2,5 E  | 1982      | 6-cyl radmotor CIH | 2490 cm³      | 136 hk | Bränsleinsprutning |

## Senator A2 (1983-86)
Hösten 1982 kom en ny version, Senator A2, som var en vidareutvecklad Senator A1 med bl.a. ny front och akter och en del ny teknik som ABS-bromsar och 4-växlad automatlåda med s.k. "lock-up" och sport och ekonomiläge från december 1983.
I utrustningen noteras även sin tids bästa färddator med en manövreringspanel mellan framstolarna som är mycket lik de multifunktionsreglage för manövrering av navigation och färddator som introducerats under 2000-talet. (En teknisk finess Opel var först med att visa på konceptbilen Signum 1997.)
  
I övrigt är det samma bil som tidigare.

Senator A2 specialbyggdes även i en förlängd limousinversion och som bepansrad säkerhetsbil, mycket populär och vanlig i mellanöstern, även ett antal fyrhjulsdrivna för specialuppdrag byggdes.
En skottsäker Opel Senator med förlängt axelavstånd användes tidigare av Svenska SÄPO för att transportera personer med särskilt hög säkerhetsrisk för att lura attentatsmän som förväntade sig en Volvo eller en Mercedes.
När till exempel Yassir Arafat gjorde ett av sina snabba och diskreta besök i Sverige 1988 var det denna Senator som användes. 

Versioner:
| Modell    | Årsmodell | Motor               | Cylindervolym | Effekt | Bränslesystem       | Anm.        |
| --------- | --------- | ------------------- | ------------- | ------ | ------------------- | ----------- |
| 2,3 TD    | 1983-85   | 4-cyl radmotor SOHC | 2260 cm³      | 86 hk  | Turbodiesel         |             |
| 2,5 i     | 1983-86   | 6-cyl radmotor CIH  | 2490 cm³      | 136 hk | Bränsleinsprutning  |             |
| 3,0 i     | 1983-86   | 6-cyl radmotor CIH  | 2968 cm³      | 180 hk | Bränsleinsprutning  |             |
| 2,0 i     | 1984      | 4-cyl radmotor CIH  | 1979 cm³      | 110 hk | [Bränsleinsprutning |             |
| 2,2 i     | 1985-86   | 4-cyl radmotor CIH  | 2182 cm³      | 115 hk | Bränsleinsprutning  |             |
| Comprex D | 1985-86   | 4-cyl radmotor SOHC | 2260 cm³      | 95 hk  | Tryckvågsladdning   |             |
| 3,0 i     | 1986      | 6-cyl radmotor CIH  | 2968 cm³      | 156 hk | Bränsleinsprutning  | Katalysator |

## Senator B (1988-93)
1987 ersattes Senator A av Senator B. En bil fullständigt sprängfylld med avancerad teknik och utrustning i absolut framkant av utvecklingen med undantag för motorn som 1988 – 1989 efter katalysatorrening bara ger 156 hk och tekniskt inte är i nivå med resten av bilen.
Senator B tillverkades fram till juni 1993 då GM mot Opels vilja beslutade att lägga ner tillverkningen av en bil i Senators klass.
Allt sedan det beslutet kämpade Opel för att åter få tillverka en ny Senator och tog fram en rad konceptbilar och även en Omega med V8 som presenterades produktionsklar på Genèvesalongen 2000, även denna bil stoppades av GM trots att man kommit så långt att reklambroschyrer redan trycks upp.
Nästa försök kom 2003 med konceptbilen Insignia som Opel efter intensiv kamp till slut fick tillstånd att i förenklad version sätta i tillverkning 2008, då den också valdes till årets bil 2009.      
Planerna på en ny Senator är dock ännu inte avskrivna hos Opel, ambitionen finns kvar.
I maj 2011 meddelar Opels nya VD Karl-Friedrich Stracke att man planerar en större lyxbil över Insignia för lansering 2015. 
Efter 1993 blev Opel Omega Opels största modell. 
Versioner:
| Modell    | Årsmodell | Motor               | Cylindervolym | Effekt | Bränslesystem      | Anm.        |
| --------- | --------- | ------------------- | ------------- | ------ | ------------------ | ----------- |
| 3,0 i     | 1988-90   | 6-cyl radmotor CIH  | 2968 cm³      | 177 hk | Bränsleinsprutning |             |
| 3,0 i     | 1988-89   | 6-cyl radmotor CIH  | 2968 cm³      | 156 hk | Bränsleinsprutning | Katalysator |
| 3,0 i     | 1989      | 6-cyl radmotor CIH  | 2968 cm³      | 177 hk | Bränsleinsprutning | Katalysator |
| 3,0 i 24V | 1990-93   | 6-cyl radmotor DOHC | 2968 cm³      | 204 hk | Bränsleinsprutning | Katalysator |
| 2,6 i     | 1991-93   | 6-cyl radmotor CIH  | 2594 cm³      | 150 hk | Bränsleinsprutning | Katalysator |

## Bilder

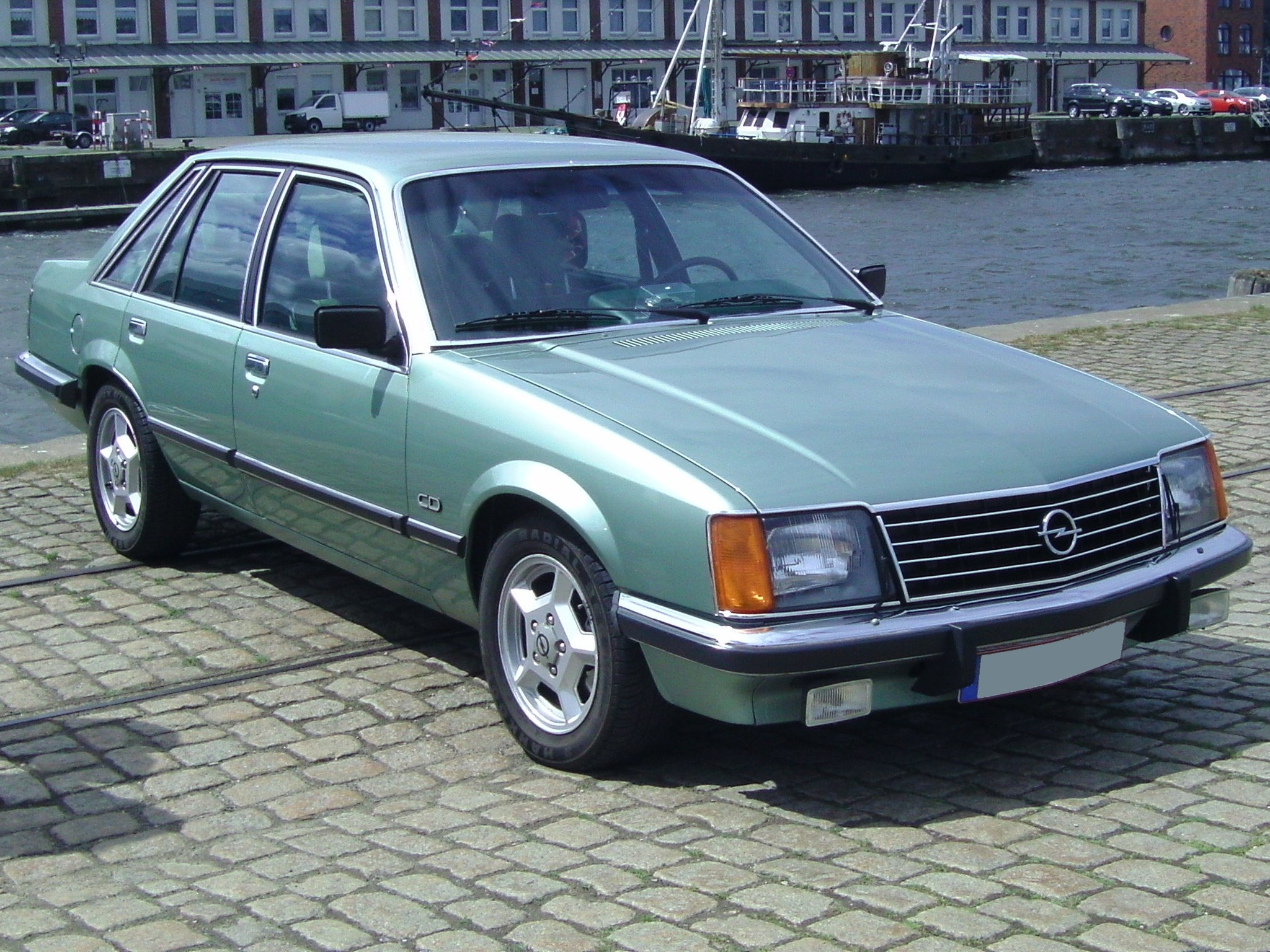
Senator CD A1 1978-81
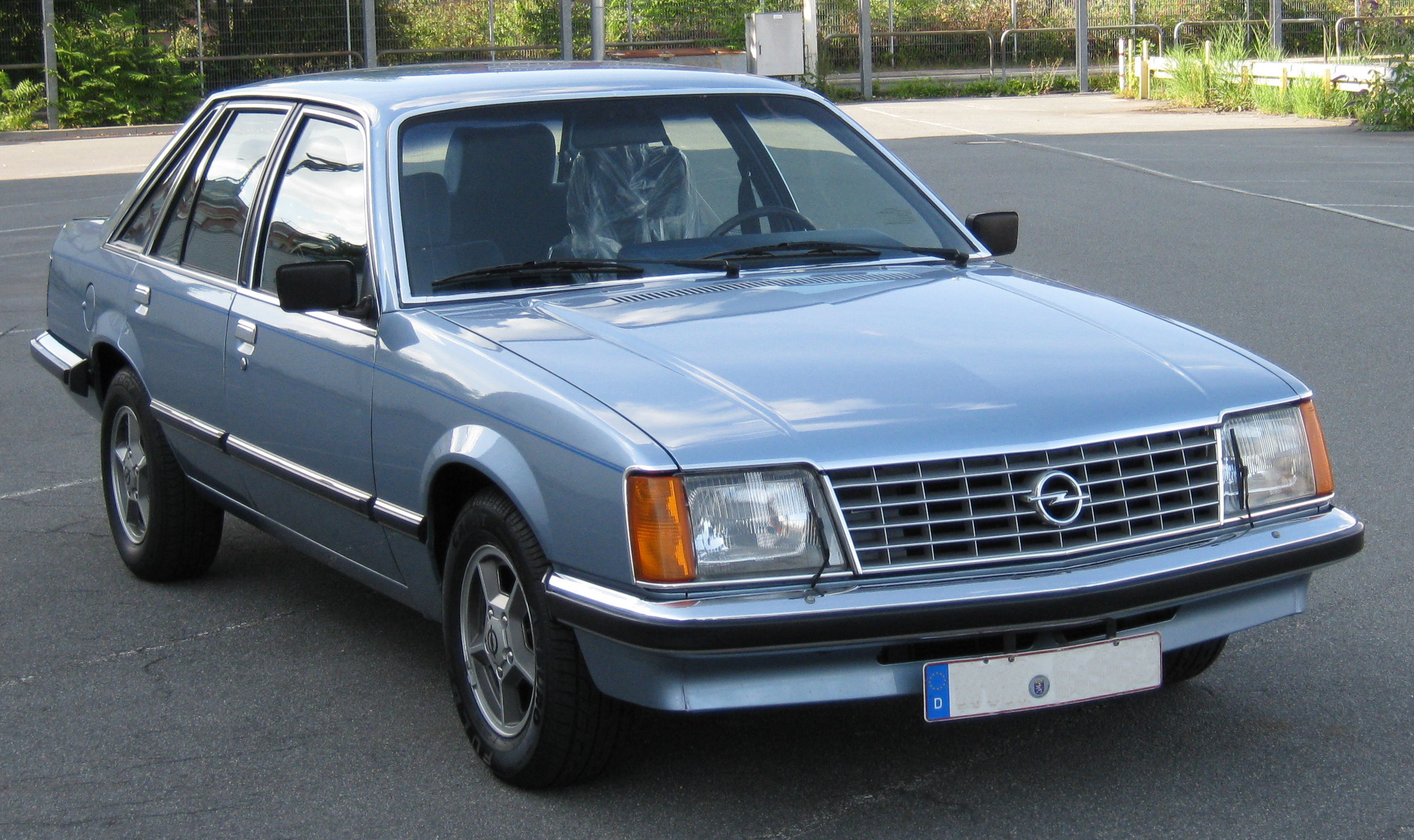
Senator CD A1 1978-81
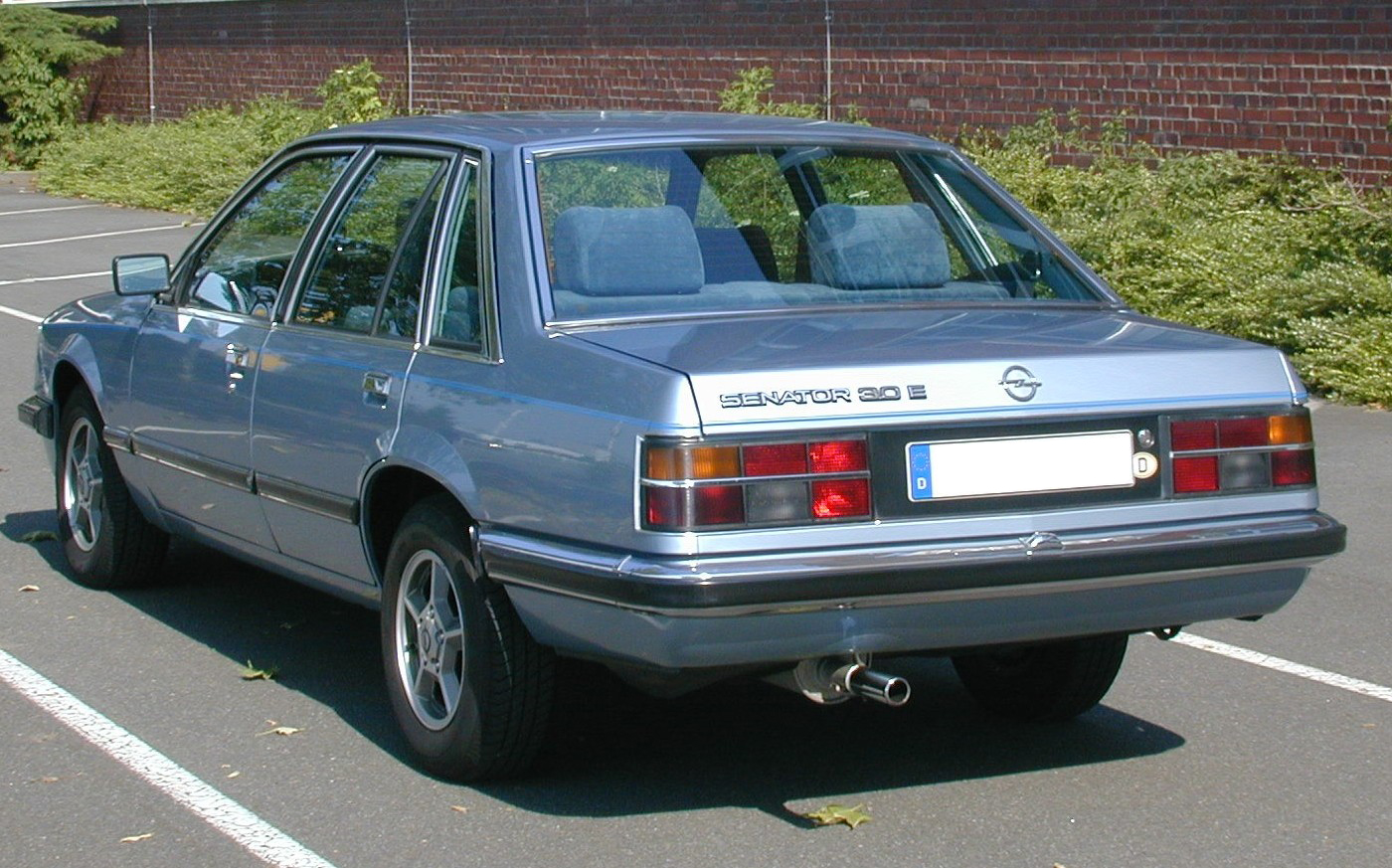
Senator CD A1 1978-81
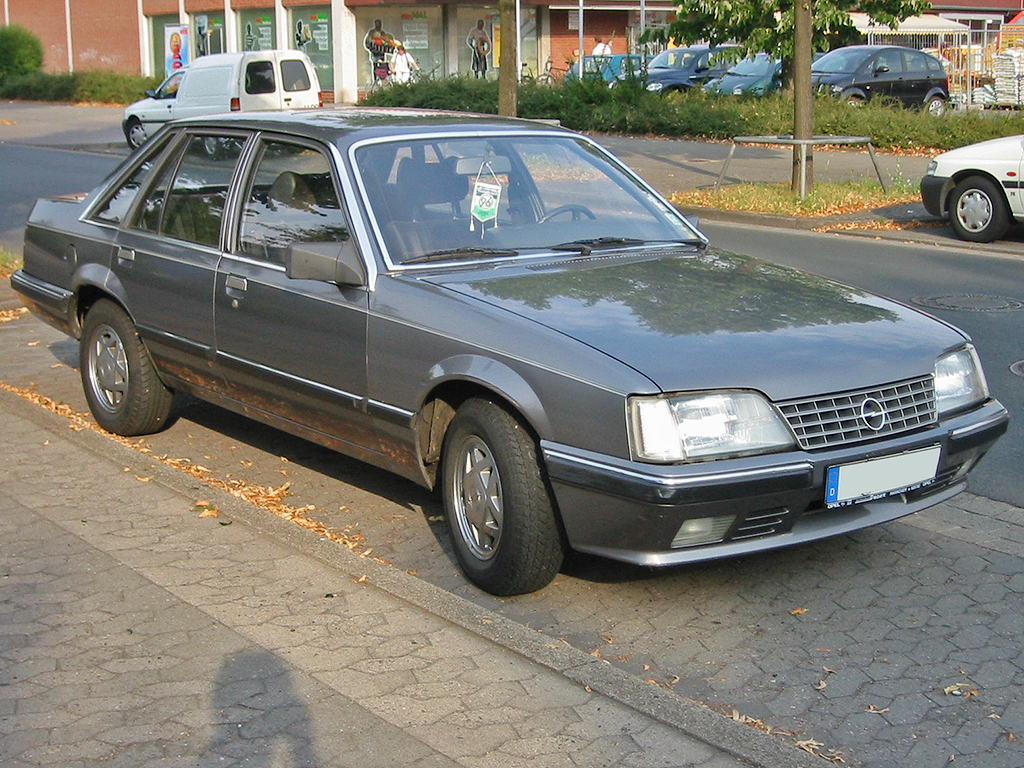
Senator A2
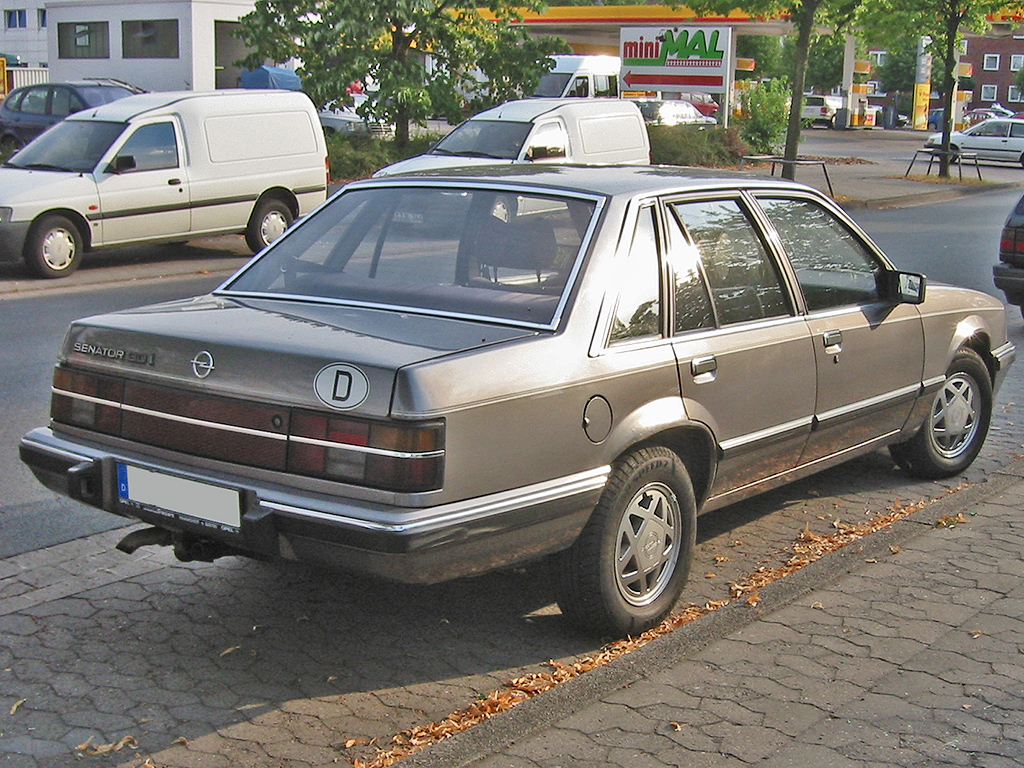
Senator A2
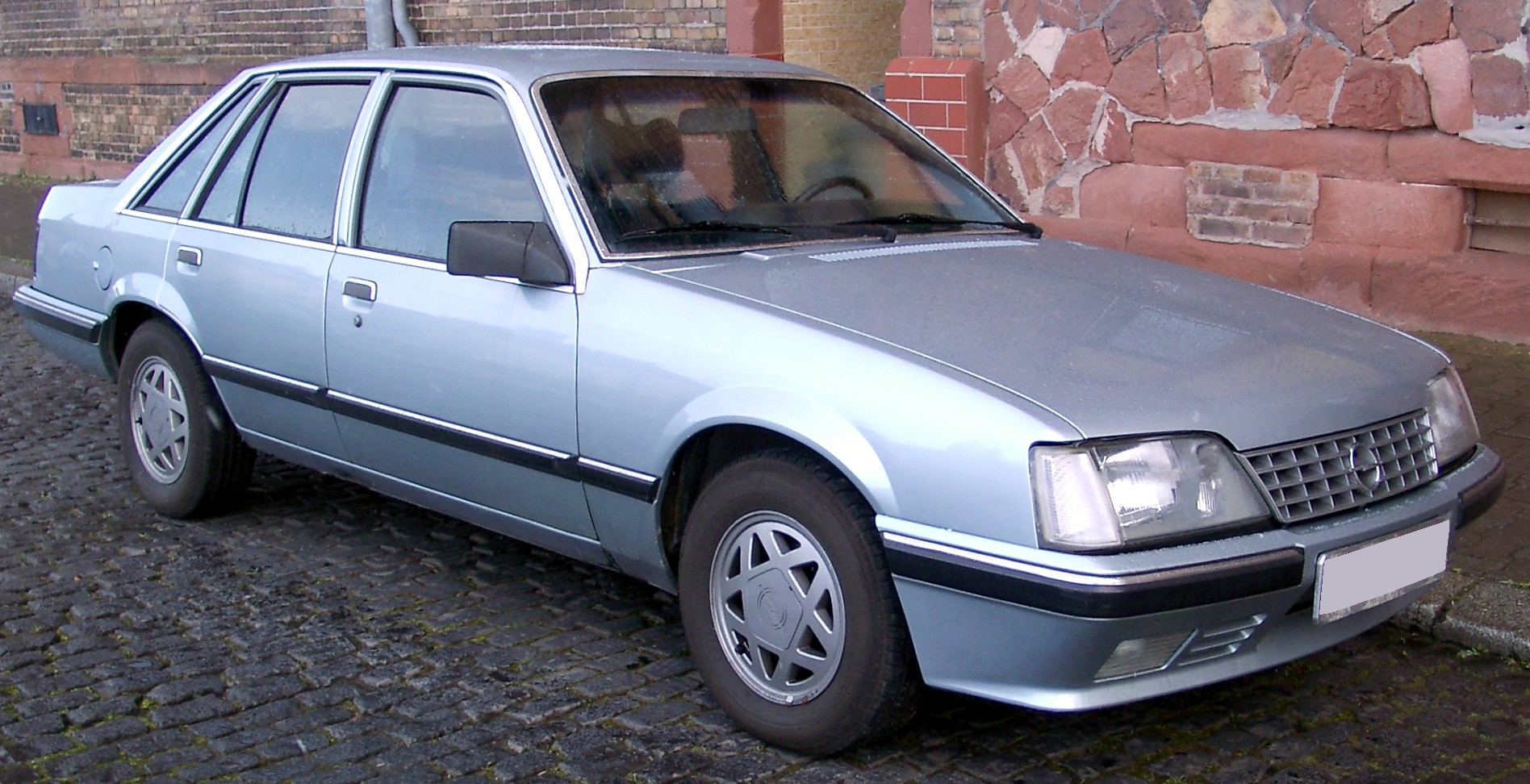
Senator A2
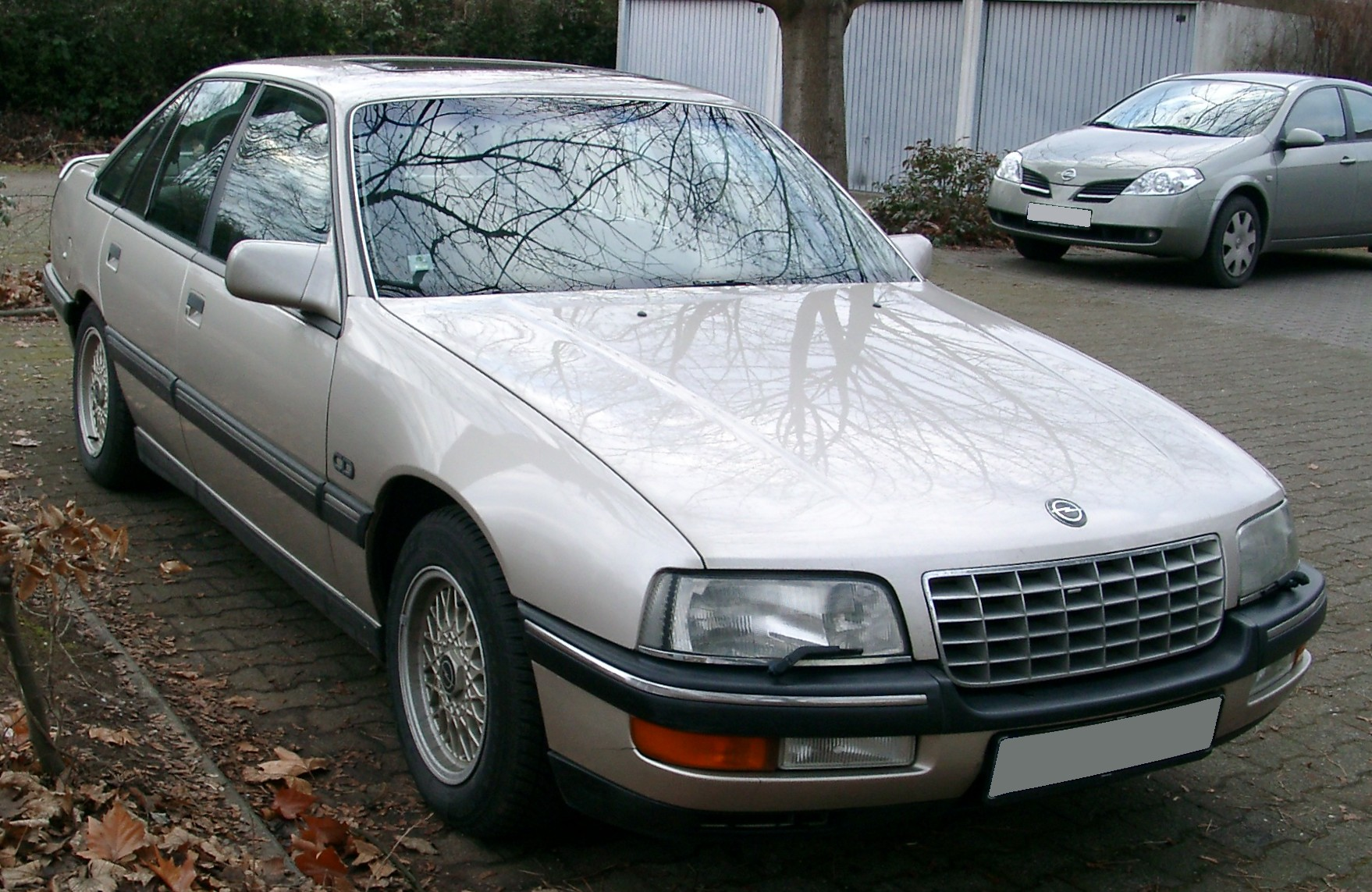
Senator B
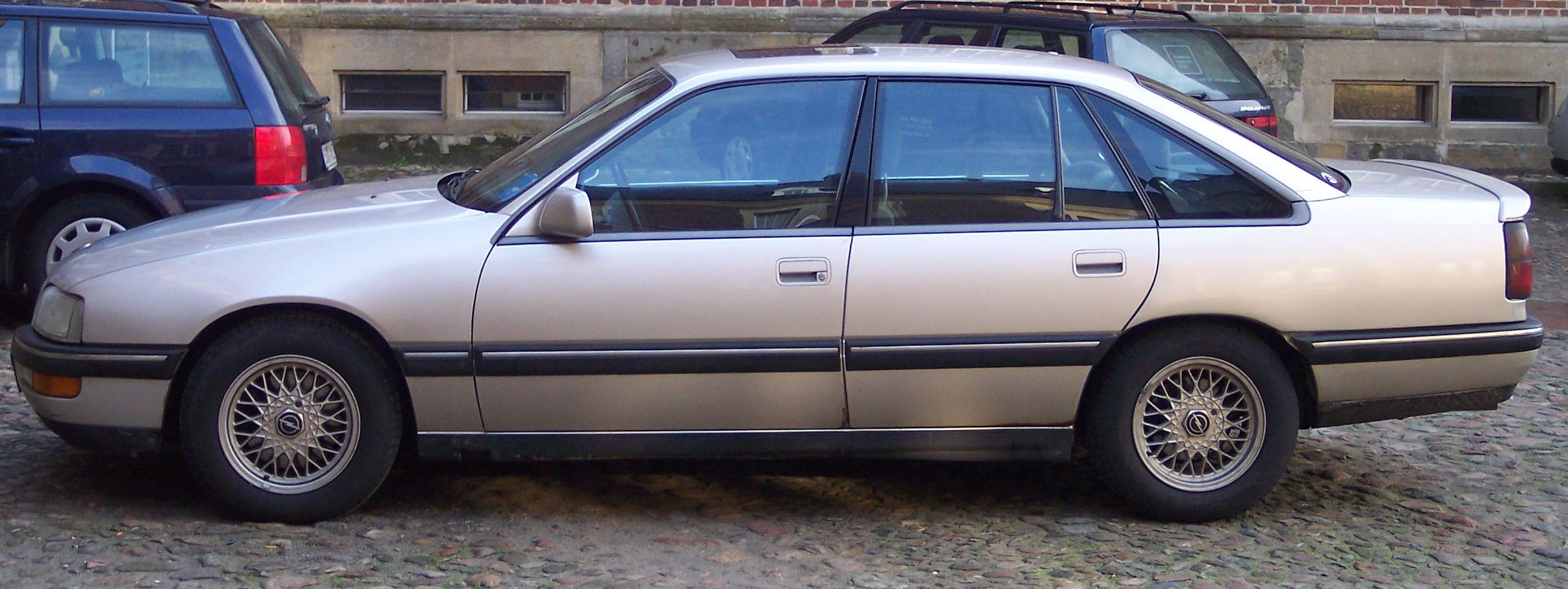
Senator B
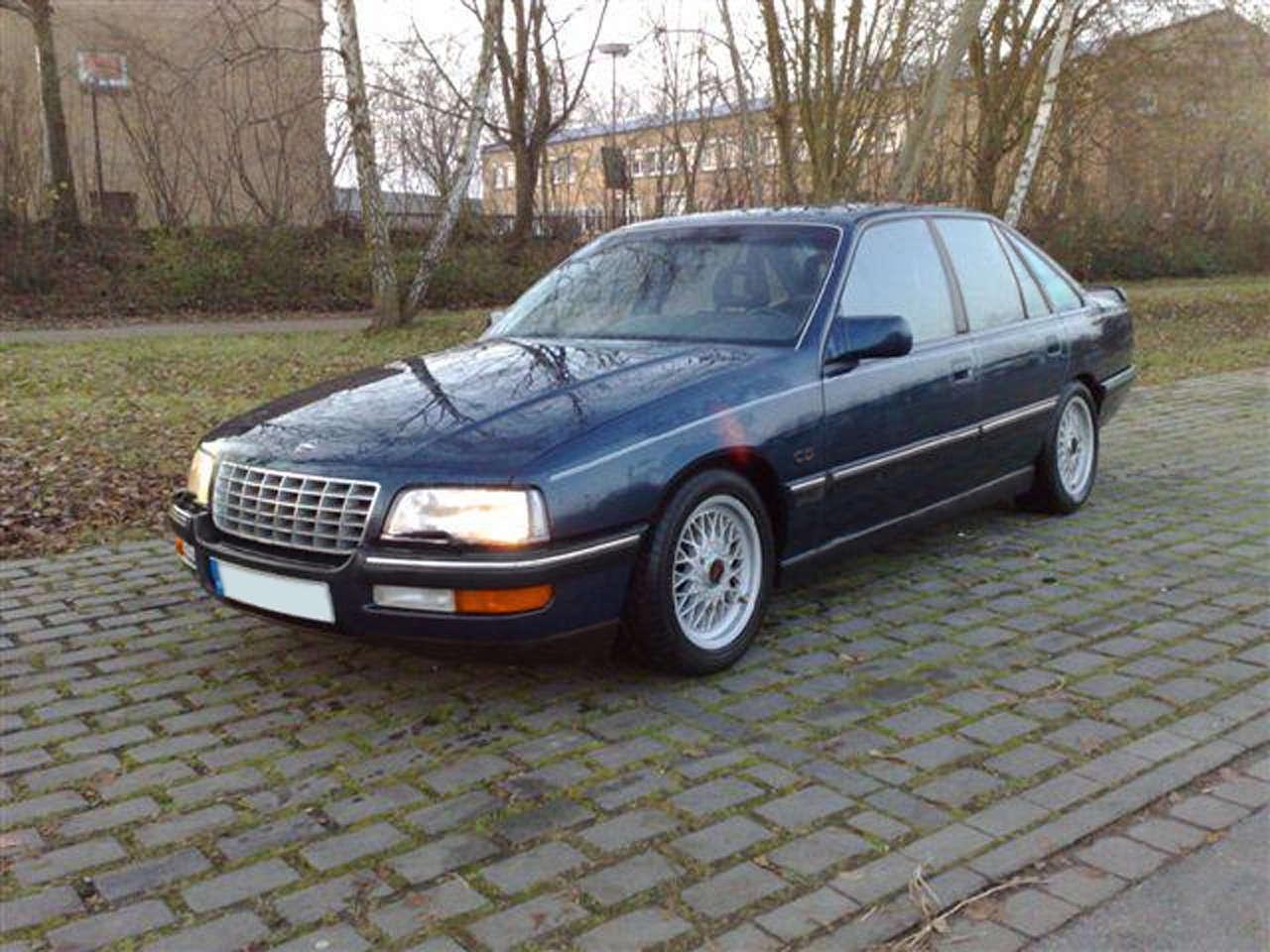
Senator B